# 스태튼아일랜드 연락선

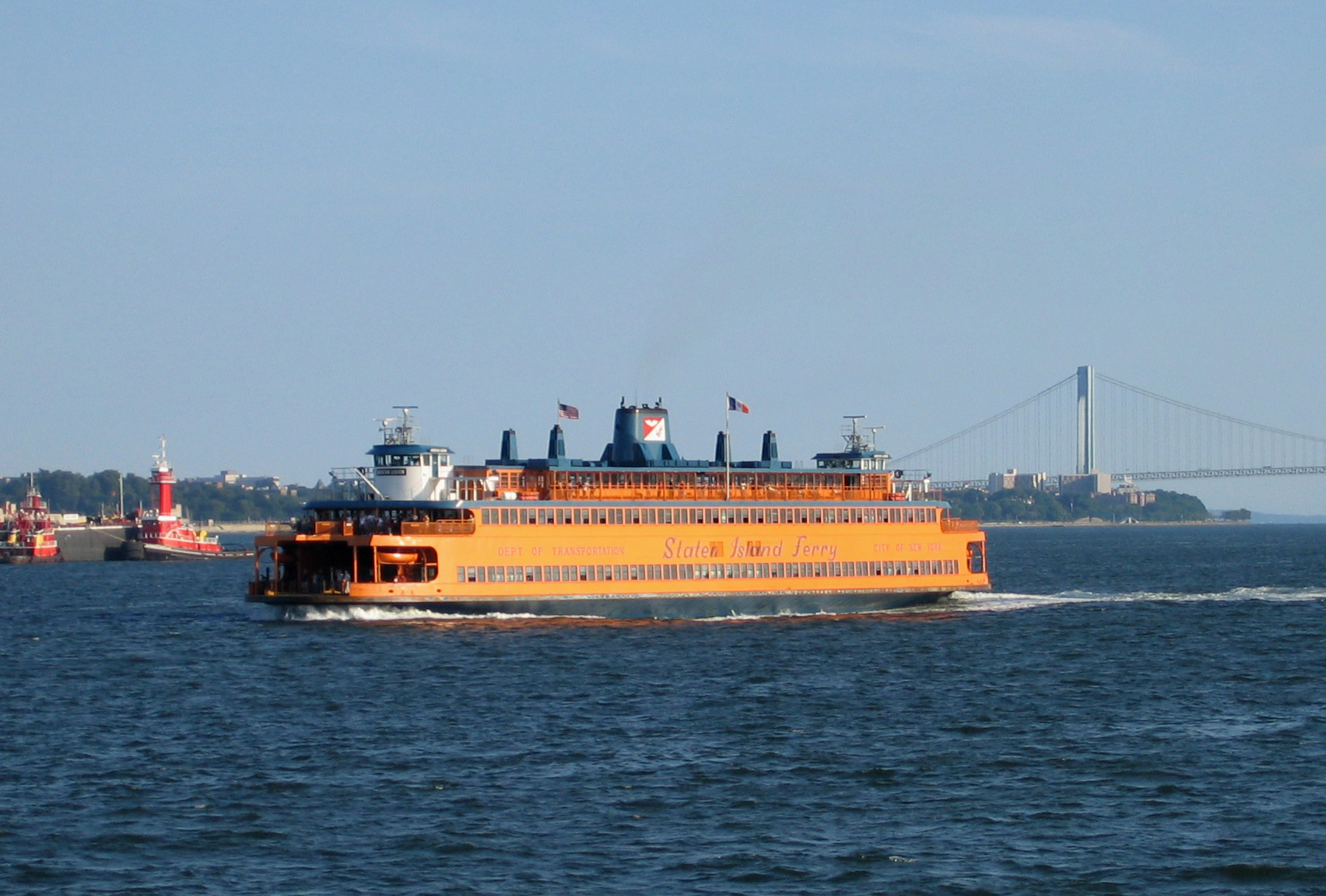
스태튼아일랜드 페리

스태튼아일랜드 페리(Staten Island Ferry)는 뉴욕 맨해튼 및 스태튼아일랜드 사이를 항해하는 페리이다. 무료로 이용된다.